# Església de Can Bros
L'Església de Can Bros és una obra del municipi de Martorell (Baix Llobregat) inclosa en l'Inventari del Patrimoni Arquitectònic de Catalunya.

## Descripció
Es tracta d'un edifici construït amb pedra i maó, de planta rectangular i amb absis. Els murs laterals són reforçats amb contraforts. Sobre la porta, culminant la façana, hi ha una espadanya i sota d'ell un rosetó.

## Història
L'església de Can Bros fou construïda el 1897, per l'ús dels habitants de la colònia tèxtil de Can Bros, que subsistí fins al 1967.